# Seny i amor, amo i senyor
Seny i amor, amo i senyor és una comèdia en tres actes, original d'Avel·lí Artís i Balaguer, estrenada per primera vegada al teatre Romea de Barcelona, la vetlla del 9 d'octubre de 1925.
L'acció passa a l'entrada, menjador i cuina d'una gran casa pairal.

## Repartiment de l'estrena
- En Sadurní, 35 anys: Pius Daví.
- La Pietat, 26 anys: Maria Vila.
- L'Angeleta, 65 anys: Maria Morera.
- La Magdalena, 30 anys: Emília Baró.
- En Quirze, 28 anys: Just Gómez.
- La Dolors, 20 anys: Pepeta Fornés.
- El Cabiró, 46 anys: Domènec Aymerich.
- L'Escolà, 40 anys: Avel·lí Galceran.
- El Fogots, 52 anys: Joaquim Montero.
- En Cusí, 40 anys: Antoni Martí.
- En Tuta, 48 anys: Lluís Teixidor.
- La Maria: Maria Lluïsa Rodríguez.
- La Cinteta, 17 anys: Elvira Jofre.